# Plagiomerus derceto
Plagiomerus derceto är en stekelart som först beskrevs av Trjapitzin 1969.  Plagiomerus derceto ingår i släktet Plagiomerus och familjen sköldlussteklar. Inga underarter finns listade i Catalogue of Life.